# Pontal (ort)
Pontal är en ort i Brasilien.   Den ligger i kommunen Pontal och delstaten São Paulo, i den sydöstra delen av landet, 600 km söder om huvudstaden Brasília. Pontal ligger 531 meter över havet och antalet invånare är 32 566.
Terrängen runt Pontal är platt. Runt Pontal är det ganska tätbefolkat, med 86 invånare per kvadratkilometer.. Närmaste större samhälle är Sertãozinho, 13,7 km söder om Pontal.
Trakten runt Pontal består till största delen av jordbruksmark.